# زاك جورج
زاك جورج (بالإنجليزية: Zak George)‏ هو مقدم تلفزيوني أمريكي، ولد في 3 ديسمبر 1978 في أتلانتا في الولايات المتحدة.